# Tuusniemi
Tuusniemi este o comună din Finlanda.